# Mino da Fiesole
Mino di Giovanni Mini da Poppio, dit Mino da Fiesole, né à Poppi vers 1429 et mort à Florence en 1484, est un sculpteur florentin.

## Biographie
À Florence, il est probablement l'élève de Desiderio da Settignano et de Antonio Rossellino. En 1453, il réalise le buste de Pierre de Médicis, il s'agit là du premier buste de la Renaissance dont la date est connue avec précision. Puis il part à Rome et crée en 1454, le buste de Nicolò Strozzi, ensuite à Naples en 1456, le buste d'Astorgio II Manfredi (seigneur de Faenza et père de Barbara Manfredi).
Retourné à Florence, il réalise les bustes de Jean de Médicis et de Rinaldo della Luna, le monument funéraire des Salutati au Duomo de Fiesole, celui des Giugni à la Badia Fiorentina.
Travaillant à Volterra, il exécute le tabernacle du Duomo, et à Prato, les bas-reliefs de la chaire d'Antonio Rossellino.
À Rome, il exécute sur le monument funéraire du pape Paul II à Saint-Pierre de Rome (transféré en 1650, à la basilique Santa Balbina all'Aventino), celui des Riario à l'église des Saints-Apôtres, celui des Della Rovere à Santa Maria del Popolo.
Il repart à Florence en 1464, et crée le monument funéraire du comte Hugues de Toscane, à la Badia Fiorentina, entre 1469 et 1481, 
De retour à Rome, en 1475, il exécute l'autel de Saint-Jérôme, à la Basilique Sainte-Marie-Majeure.
Entre 1471 et 1484, il réalise le transept de marbre de la Cantoria de la Chapelle Sixtine avec l'aide d'Andrea Bregno et de Giovanni Dalmata.
À la cathédrale de Colle di Val d'Elsa, en Toscane, il exécute le tabernacle.
Il est enterré dans l'église florentine de Sant'Ambrogio.

## Œuvres
- Bustes des Médicis
- Buste de Pierre Ier de Médicis (1453), palais du Bargello
- Buste de Nicolò Strozzi (1454), Musée de Bode, Berlin
- Buste d'Astorre II Manfredi (1455), Vierge de l'Annonciation, National Gallery of Art, Washington
- Buste de Saint Jean-Baptiste (vers 1475-1478), Lyon, musée des beaux-arts
- Plusieurs bas-reliefs, Badia Fiorentina, Florence
- Tombeau de Leonardo Salutati, Duomo de Fiesole,
- Bas-relief du buste de Alphonse Ier de Naples, musée du Louvre, Paris
- Portrait de femme, XVe siècle, marbre, musée des Beaux-Arts d'Agen
- Vierge et l'Enfant, vers 1465, marbre avec traces de polychromie, musée du Louvre, Paris